# 358-й гвардейский зенитный ракетный полк
358-й гвардейский зенитный ракетный Прикарпатско-Гнезненский Краснознамённый, орденов Кутузова, Богдана Хмельницкого полк — тактическое формирование войск ПВО Сухопутных войск Российской Федерации. Находится в составе 20-й гвардейской мотострелковой дивизии.

## История
Созданный в 1943 году в период Великой Отечественной войны 1707-й зенитный артиллерийский полк 3-го механизированного корпуса находился в составе Действующей армии: 4 июля — 9 сентября 1943 г. Был переформирован в 1943 году в 358-й гвардейский зенитный артиллерийский полк 8-го гвардейского механизированного корпуса.
В послевоенные годы 358-й гвардейский зенитный артиллерийский полк переформирован в 358-й гвардейский зенитный ракетный полк.
На момент распада СССР полк располагался в г. Лайсниг. Затем полк выведен вместе с 20-й гв. мотострелковой дивизией в г. Волгоград.
358-й гвардейский зенитный ракетный Прикарпатско-Гнезненский Краснознамённый, орденов Кутузова, Богдана Хмельницкого полк воссоздан в 2021 году при формировании 20-й гвардейской мотострелковой дивизии.

## Состав
На 2022 год полк имел в своём составе:
- управление полка
- 1-я зенитная ракетная батарея
- 2-я зенитная ракетная батарея
- 3-я зенитная ракетная батарея
- 4-я зенитная ракетная батарея
- техническая батарея
- группа боевого управления
- ремонтная рота
- рота материального обеспечения